# Haus der Warschauer Wohlfahrtsgesellschaft
Das Haus der Warschauer Wohlfahrtsgesellschaft wurde 1840–1841 nach dem Entwurf des Architekten Jan Jakub Gay errichtet. Es befindet sich an der Bednarska-Straße 28/30, einer steil herabfallenden Seitenstraße von Krakowskie Przedmieście. Es gehört zum Gebäudekomplex, entstanden unter Verwendung der Mauerreste des ehemaligen Kazanowski-Palastes.
Das Haus zeichnet sich in der Bebauung der Bednarska-Straße aus, dank seiner monumentalen dreigeschossigen Fassade, die den Florentiner Frührenaissance-Palästen nachempfunden ist. Bei einer Fassadenbreite von 54,8 m besitzt es nur fünf Fensterachsen mit Achsabstand von etwa neun Metern. Das Erdgeschoss ist mit einem Bossenwerk in Form von Kissenquadern gestaltet, die beiden Obergeschosse sind glatt verputzt.
Die bogenförmigen Fensteröffnungen sind oben mit profilierten Bögen umrahmt, auf Konsolen in Form von Engeln, die Wappenschilde mit dem Auge der Vorsehung halten, ruhend. Die Stockwerke sind durch Gurtgesimse aufgeteilt.
Die Fassade ist von einem breiten Gesims gekrönt, das von einer Reihe von Kragsteinen getragen wird. Im Dachgeschoss wurden Nutzräume errichtet, dabei entstand eine Reihe von zehn Dachgauben. Angesichts des starken Gefälle der Bednarska-Straße haben die Türöffnungen im Erdgeschoss unterschiedliche Höhen.
Das Haus überstand den Zweiten Weltkrieg und den Warschauer Aufstand 1944 fast unbeschädigt.
Das Gebäude gilt als ein Meisterwerk der Warschauer Architektur der 1840er Jahre. In extrem ungünstiger Lage an einer schmalen Gasse entstand ein Bauwerk, das ohne wörtliche Nachahmung den Maßstab und die Stimmung der Florentiner Paläste darstellte. In Warschau gibt es nur ein Gebäude mit ähnlicher Architektur: den Verbindungstrakt zwischen den Gebäuden des Maß-und-Gewichte-Amtes an der Senatorska-Straße, ebenfalls ein Werk von Jan Jakub Gay.
Das Haus wurde unter Nr. 12 am 1. Juli 1965 in das Verzeichnis der Warschauer Baudenkmäler eingetragen.

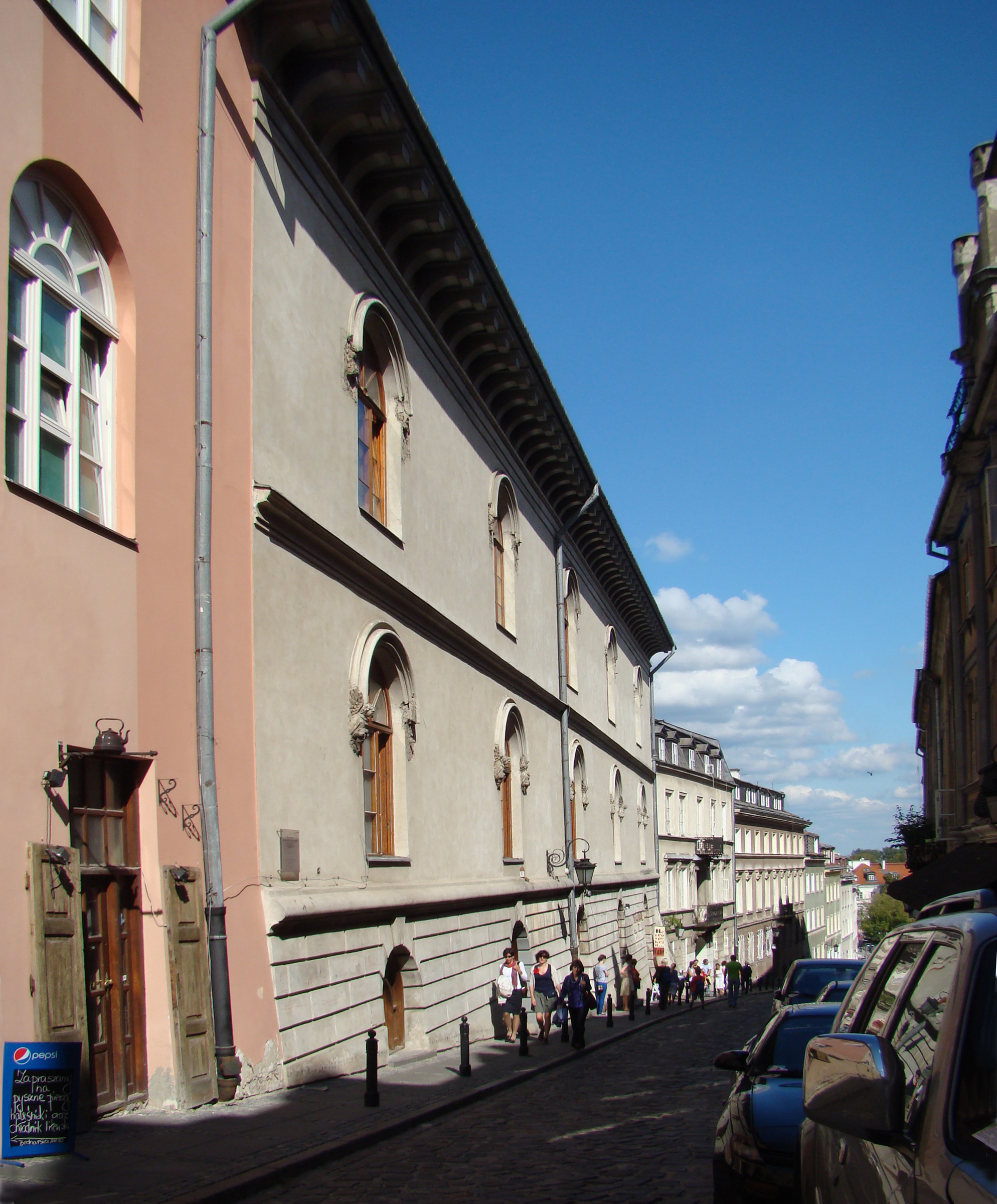
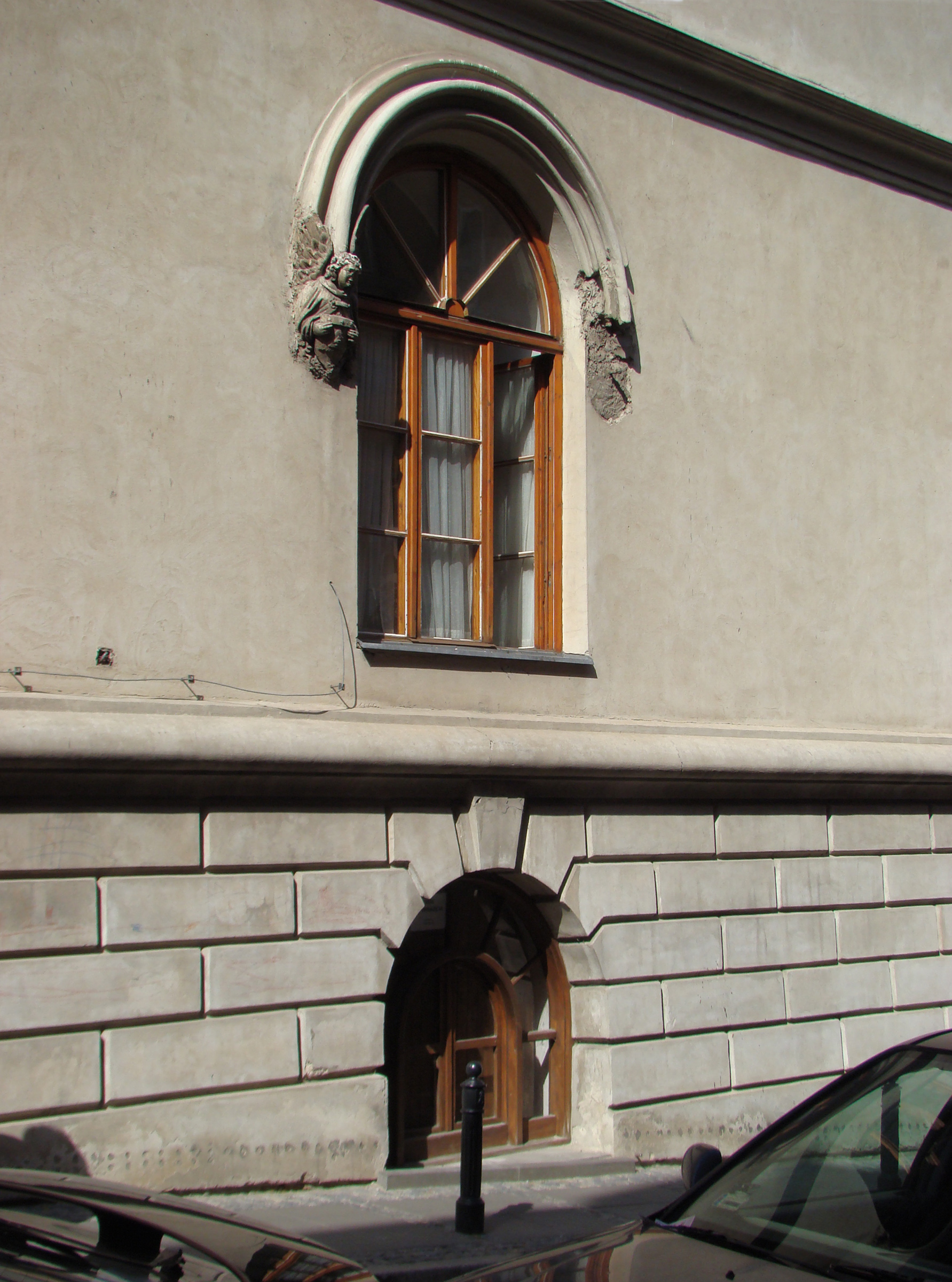
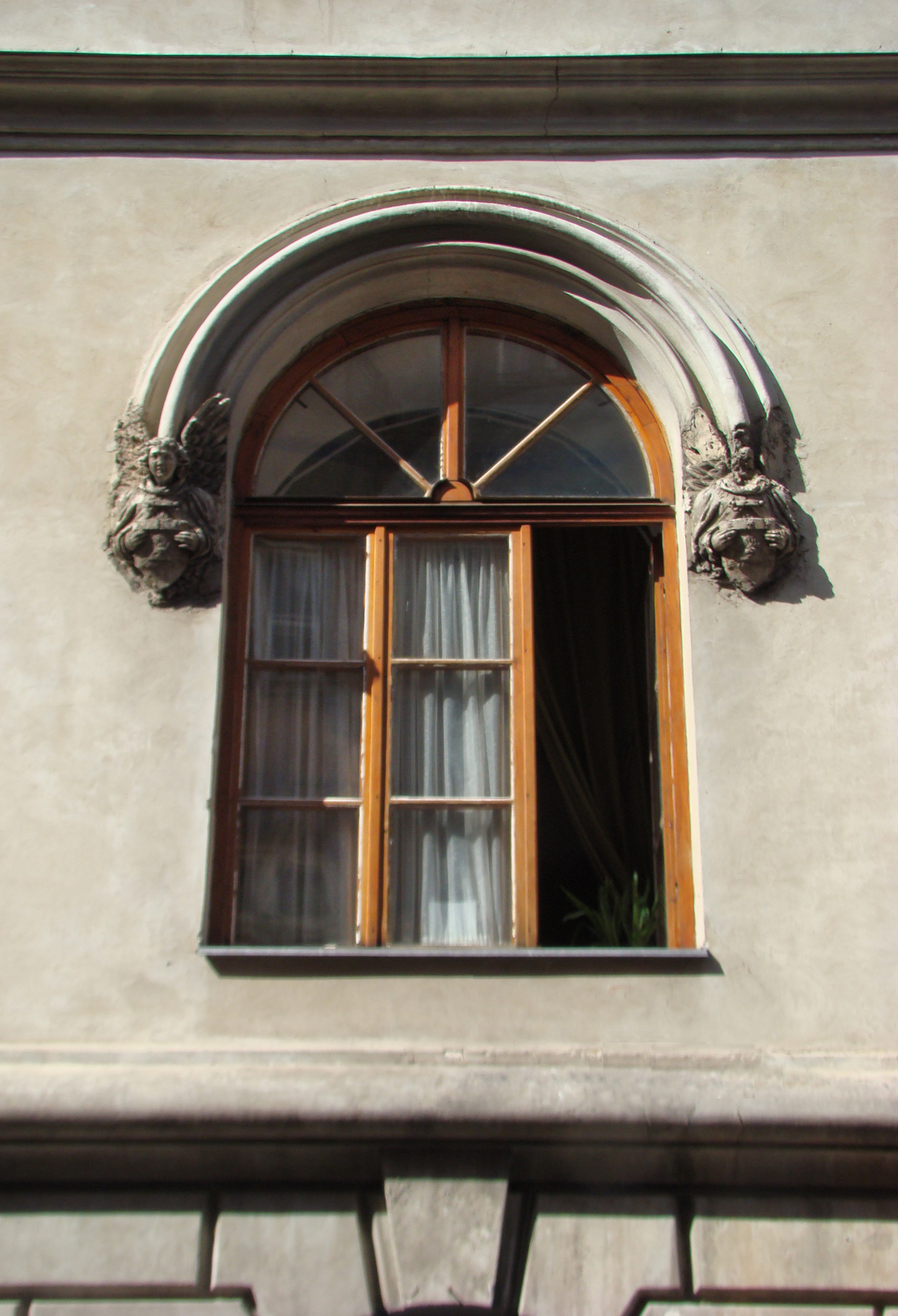
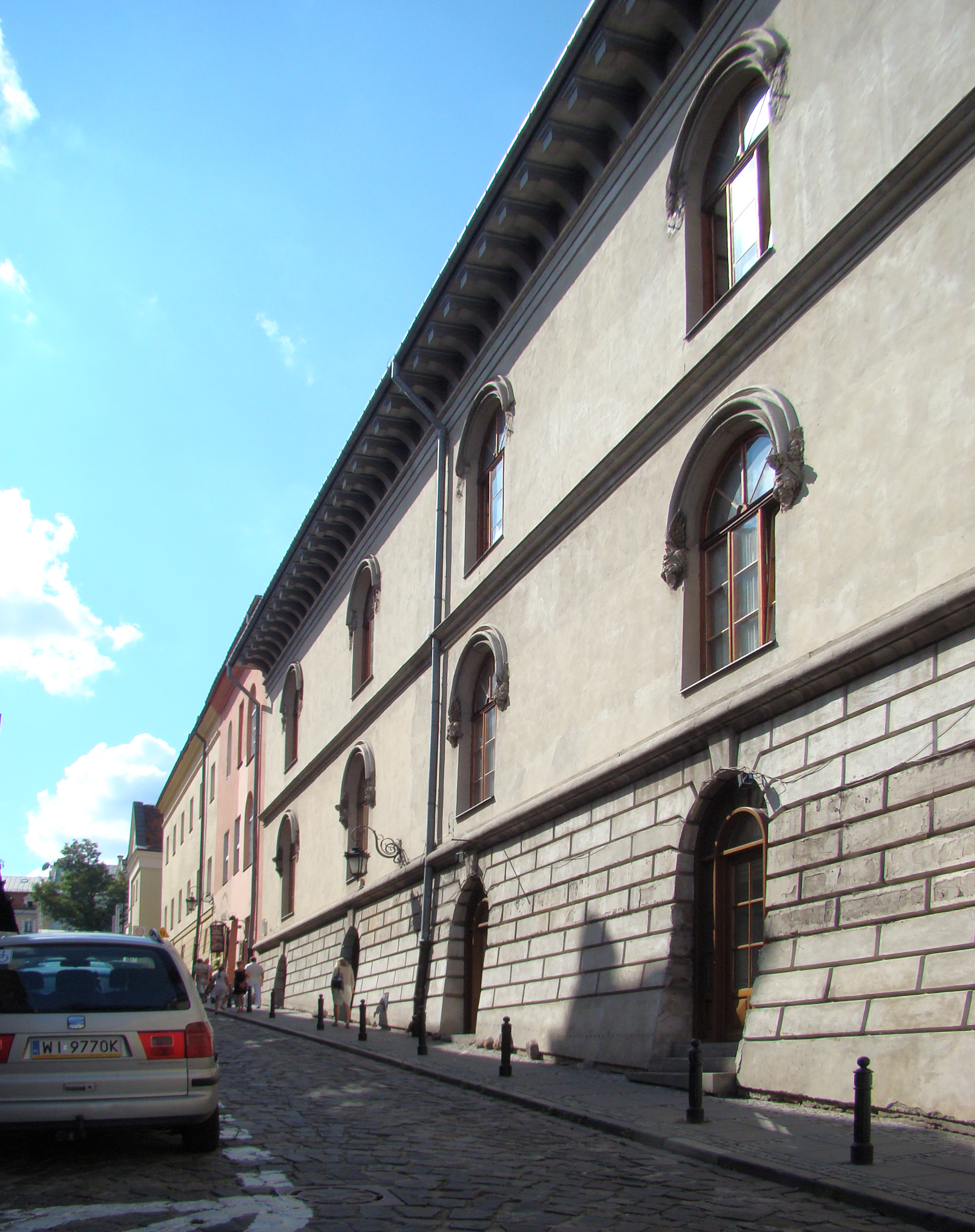
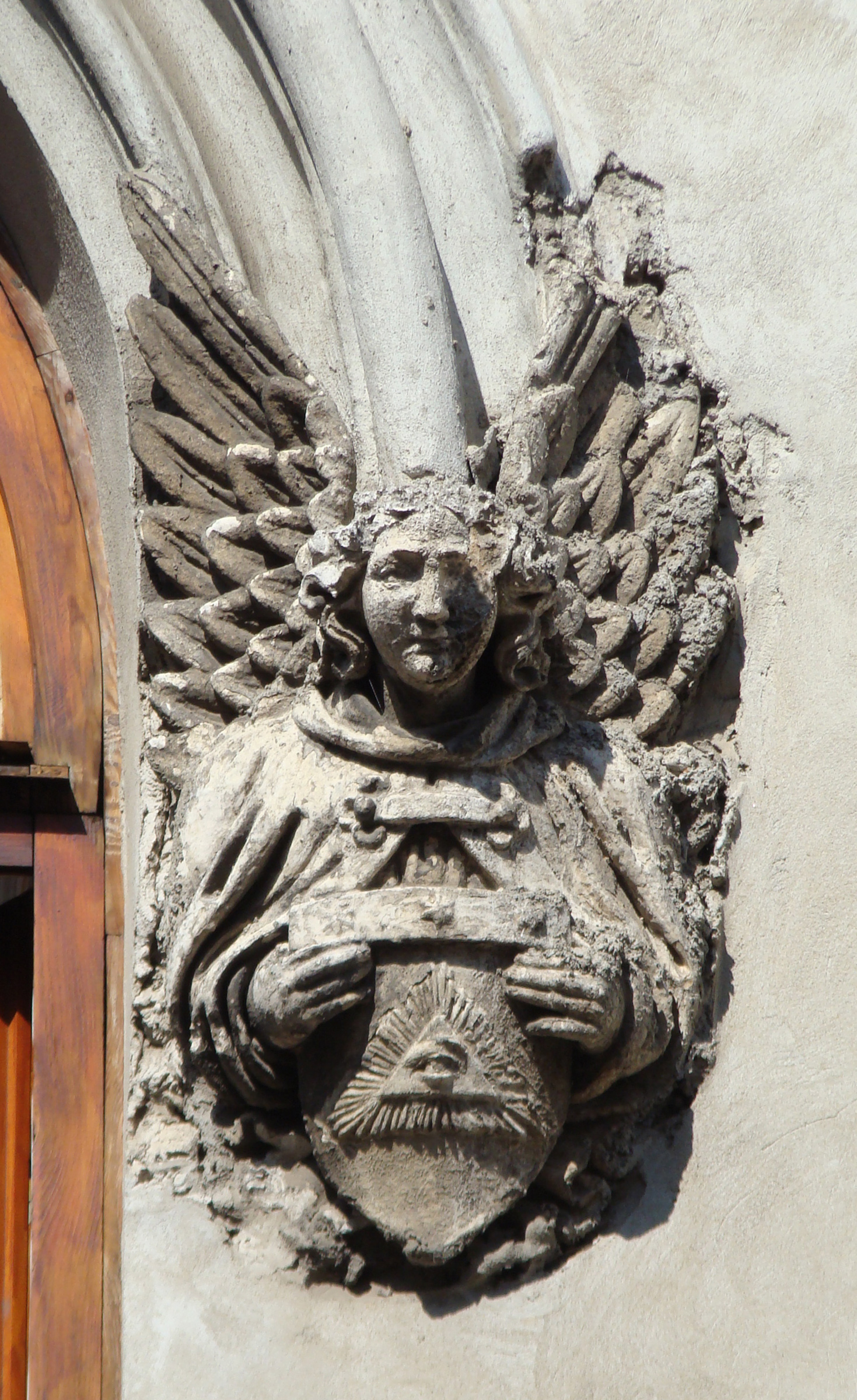